# کانون سینماگران پیشرو
کانونِ سینماگرانِ پیشرو نهادی است که از پسِ استعفای پانزده سینماگرِ ایرانی از سندیکای هنرمندانِ فیلمِ ایرانی در تابستانِ ۱۳۵۲ تشکیل شد.

## استعفا
بهرام بیضایی، عزّت‌الله انتظامی، داریوش مهرجویی، علی نصیریان، هژیر داریوش، منوچهر انور، اسفندیار منفردزاده، علی حاتمی، مسعود کیمیایی، ناصر تقوایی، هوشنگ بهارلو، بهروز وثوقی، زکریا هاشمی، پرویز صیّاد و نعمت حقیقی تیر ماهِ ۱۳۵۲ از سندیکای هنرمندانِ فیلمِ ایرانی استعفا دادند. سپس داوود رشیدی و جلال مقدّم و خسرو هریتاش و دیگرانی به ایشان پیوستند.
سندیکا جلسه‌ای تشکیل داد که در آن نصرت کریمی از انشعابِ گروهِ مستعفی گله کرد.

## تشکیلِ کانون
گروهِ مستعفی در شهریورِ ۱۳۵۲ کانونِ سینماگرانِ پیشرو را به ثبت رسانید. منوچهر انور رئیسِ هیئتِ مدیره شد.